# Lyndon Brook
Lyndon Brook (10 de abril de 1926 – 9 de janeiro de 2004) foi um ator britânico de cinema, teatro e televisão.
Natural de Iorque, Reino Unido, Lyndon Brook foi filho de Clive Brook, um ator que residiu em Hollywood, Estados Unidos, onde estrelou em vários filmes mudos. Sua irmã mais velha, Faith Brook, também foi uma atriz.
No teatro, ele se apresentou no final da década de 1940, inclusive, em Londres, Reino Unido.
Faleceu em Londres, em 2004.

## Filmografia parcial
- The Purple Plain (1954)
- Above Us the Waves (1955)
- Reach for the Sky (1956)
- The Spanish Gardener (1956)
- Violent Moment (1959)
- Song Without End (1960)
- The Longest Day (1962)
- Invasion (1965)
- The Hireling (1973)
- Plenty (1985)
- Defence of the Realm (1985)